# Kunio Nagayama
Kunio Nagayama (jap. 永山 邦夫 Nagayama Kunio; ur. 16 września 1970) – japoński piłkarz występujący na pozycji pomocnika.

## Kariera klubowa
Od 1989 do 2003 roku występował w klubie Yokohama F. Marinos.